# Susan Mikula
Susan Mikula (* 1958 in New Jersey) ist eine US-amerikanische Künstlerin und Photographin.

## Leben
Susan Mikula wuchs in New Hampshire auf und lebt heute wechselweise in Western Massachusetts und in New York City. Sie ist in einer Beziehung mit der Moderatorin Rachel Maddow.
Mikula absolvierte eine Ausbildung als Buchhalterin und arbeitete in diesem Beruf auch jahrelang. Lediglich ein Kurs zum Thema Farbgebung am Hampshire College in Amherst bereitete sie auf ihre heutige Arbeit strukturell vor. Den weiteren Werdegang ihres Schaffens machte sie autodidaktisch. Im Jahr 1998 gestaltete sie ihre erste eigene Ausstellung.
Ihre Werke werden als abstrakt benannt, sind es jedoch nicht eindeutig. Die Unschärfe ihrer Objekte lässt Nebensächlichkeiten verschwinden und schärft den Blick auf das zentrale Objekt und dessen eigentliche Form. Sie hat eine Sammlung als antik geltender Fotogeräte, deren lange abgelaufenen Filme ihren kreativen Prozess unterstützen. Mit einer SX-70 Polaroid-Kamera macht sie Bilder, die durch den Film auch eine eigene Farbgebung (gelblich) erhalten. Die Polaroids scannt sie dann.
Als Vorbilder sieht sie Maler wie Julian Schnabel, Joan Mitchell, Cy Twombly; Gerhard Richter, Agnes Martin, Maggie Mailer, Charlie Hunter, TJ Walton, Ward Schumaker an.

## Werke
- 2008: American Bond (Dreiteiler von verlassenen industriellen Gegenden)[3]